# In Concert (álbum de Klaus Nomi)
In Concert es el primer y único álbum en vivo del contratenor alemán Klaus Nomi, publicado en 1986 por RCA Records. Su grabación se llevó a cabo en el club nocturno Hurrah de Nueva York en 1979, por ende en su mayoría contiene canciones de su álbum debut de 1981. No obstante, posee dos versiones: «Falling in Love Again», publicada recién en Simple Man de 1982 y «I Feel Love» de Donna Summer, pero interpretada en italiano.

## Lista de canciones
| N.º | Título                      | Duración |  |
| 1.  | «Intro + Keys of Life»      | 5:24     |  |
| 2.  | «Falling in Love Again»     | 2:47     |  |
| 3.  | «Lightning Strikes»         | 1:40     |  |
| 4.  | «Nomi Song»                 | 3:12     |  |
| 5.  | «The Twist»                 | 3:20     |  |
| 6.  | «Total Eclipse»             | 4:42     |  |
| 7.  | «I Feel Love»               | 5:25     |  |
| 8.  | «Samson and Dalilah (Aria)» | 5:46     |  |